# Midnights
Midnights — десятый студийный альбом американской певицы Тейлор Свифт, выпущенный 21 октября 2022 года на лейбле Republic Records. Он стал её первой новой работой после девятого студийного альбома Evermore (2020). Анонсированный 28 августа на церемонии вручения премии MTV Video Music Awards 2022, альбом стал первой новой работой Свифт после альбомов 2020 года Folklore и Evermore. Midnights — это концептуальный альбом о ночных размышлениях, написанный и спродюсированный Свифт при участии Джека Антоноффа.
Свифт описала Midnights как «путешествие через ужасы и сладкие сны», вдохновлённое «13-ю бессонными ночами» её жизни. Для альбома она выбрала гламурную визуальную эстетику, опираясь на моду и искусство 1970-х годов. Отказавшись от инди-фолк-звучания альбомов Folklore и Evermore, Свифт экспериментировала в Midnights с электроникой, синти-попом и чилаут-музыкой, удачное сочетание которых было достигнуто благодаря тонким грувам, атмосферным синтезаторам, драм-машине и ритмам хип-хопа. Его тематика включает в себя исповедальные и в то же время загадочные тексты, обсуждающие самокритику, самоуверенность, неуверенность, тревогу и бессонницу. Midnights после свего выпуска получил одобрение музыкальных критиков, которые высоко оценили его сдержанное производство, откровенное написание песен и вокал.
Свифт после незначительного продвижения своих предыдущих студийных альбомов-сюрпризов вернулась к традиционному выпуску альбомов с Midnights. Она представила трек-лист в серии видео эпизодов Midnights Mayhem with Me на своём аккаунте TikTok с 21 сентября по 7 октября 2022 года, показав, что в четвёртом треке «Snow on the Beach» принимает участие Лана Дель Рей. 20 октября был выпущен трейлер, рекламирующий несколько визуальных образов альбома, а 21 октября был выпущен сюрприз: семь бонус-треков и музыкальное видео на лид-сингл «Anti-Hero», который стал для Свифт девятой песней номер один в чарте Billboard Hot 100.
Альбом Midnights получил широкое признание музыкальных критиков, которые высоко оценили его сдержанное продюсирование, искренние тексты песен и вокальные партии. Критики назвали альбом карьерным коктейлем, включающим в себя ссылки на предыдущие альбомы Свифт и элементы из них. Альбом был коммерчески успешным во всех форматах потребления музыки и побил ряд рекордов по всему миру. Альбом побил рекорд Spotify по количеству потоков за один день и возглавил чарты в 28 странах. В США альбом разошёлся тиражом более 1,57 млн экземпляров, стал 11-м номером номер один в Billboard 200, зарегистрировал самую большую неделю продаж виниловых пластинок в XXI веке и был самым продаваемым альбомом 2022 года. Десять песен из него заняли все первые десять мест в хит-параде Hot 100: больше всего для любого альбома в истории.
Альбом получил ряд наград и был включен изданиями в число лучших альбомов 2022 года; он получил Премию «Грэмми» за лучший альбом года (в 4-й рекордный раз) на 66-й ежегодной церемонии. По мнению журналистов, повсеместный успех альбома свидетельствует о культурном влиянии Тейлор Свифт и её долголетии, отметив, что коммерческое и культурное доминирование певицы превосходит достижения современников и сравнимо с «золотой эрой музыкальной индустрии» в конце 20-го века. В 2023 году Свифт в поддержку Midnights и предыдущих альбомов отправилась в турне the Eras Tour (2023—2024).

## Предыстория

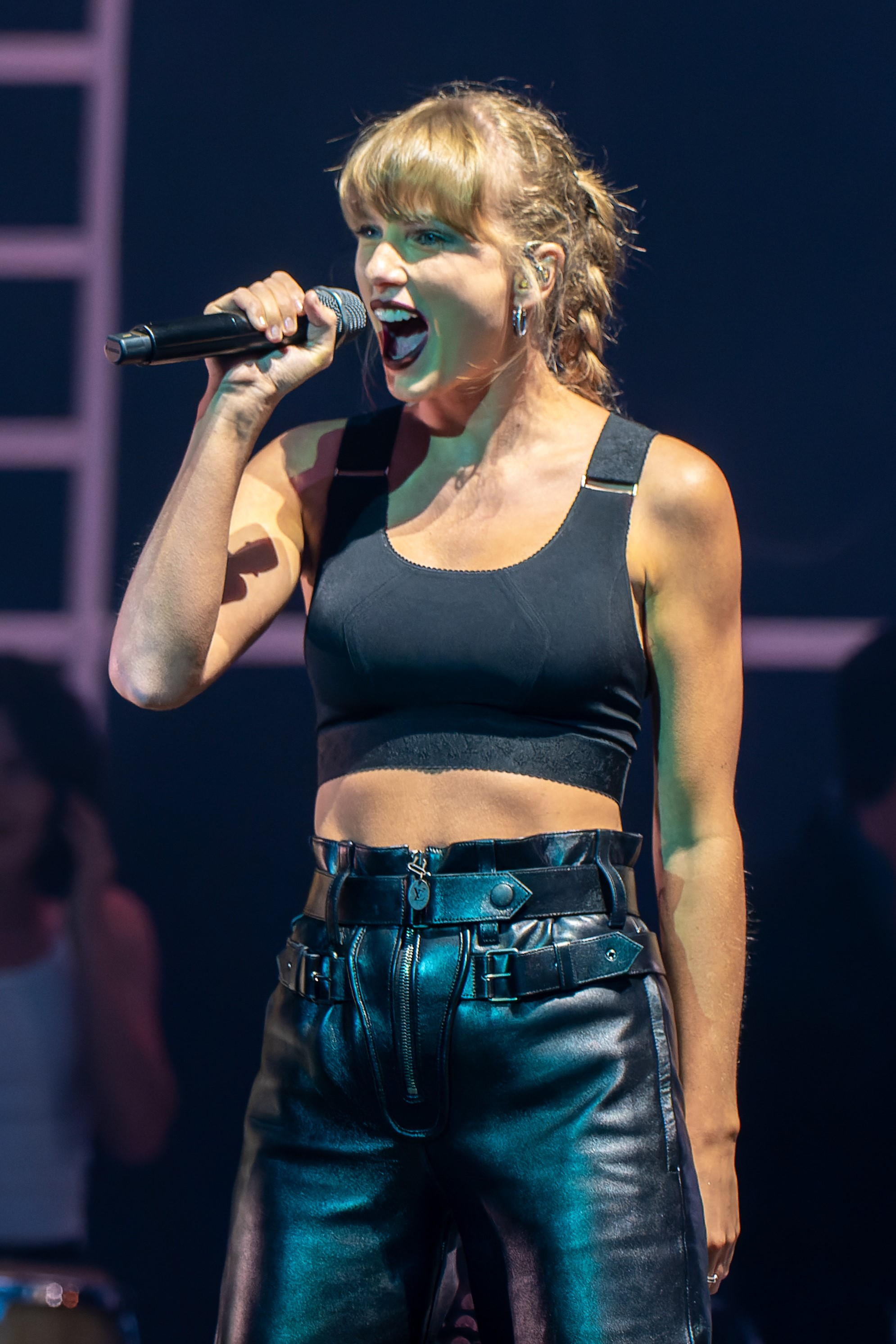
Свифт в июле 2022 года

После спора о продаже авторских прав на её первые шесть студийных альбомов Тейлор объявила о планах перезаписать эти альбомы, выпустив в 2021 году первые два: Fearless (Taylor's Version) и Red (Taylor's Version). Последний породил выпуск короткометражного фильма, написанного и снятого Свифт, на 10-минутную версию её песни 2012 года «All Too Well». Основные СМИ ожидали, что она выпустит свою очередную третью по счёту перезапись.
28 августа 2022 года Свифт получила пять номинаций за короткометражный фильм на церемонии вручения премии церемонии MTV Video Music Awards 2022, выиграв три из них. В своей речи, произнесённой при получении награды «Видео года», она объявила о новом студийном альбоме, выход которого запланирован на 21 октября 2022 года. Вскоре после этого на официальном сайте Свифт появились часы обратного отсчёта и фраза «Встретимся в полночь». Её социальные сети также были обновлены этой фразой. Некоторые из релизов Свифт на Spotify получили изменения в своих обложках, с визуальным изображением тех же часов, отсчитывающих время до полуночи. В ту полночь Свифт объявила название своего десятого студийного альбома Midnights и опубликовала обложку на своём сайте и во всех своих социальных сетях. Она описала альбом как «истории 13 бессонных ночей, разбросанных по всей [её] жизни».

## Создание песен и производство
16 сентября 2022 года Свифт опубликовала в сети TikTok видео, изображающее процесс записи альбома Midnights; в нём были показаны клипы Свифт и постоянного её соавтора Джека Антоноффа в студии звукозаписи. Журнал Variety подтвердил, что Антонофф является продюсером альбома, также заявив, что он может быть единственным сопродюсером Свифт. Дуэт написал 11 из 13 песен альбома; оставшиеся две песни — «Vigilante Shit» Свифт сочинила одна, а «Sweet Nothing» — со своим бойфрендом Джо Элвином, который известен под псевдонимом Уильям Бауэри. Кроме того, среди соавторов «Snow on the Beach» указана американская певица Лана Дель Рей. Свифт отметила, что ненависть к себе и фантазии о мести — две из пяти тем, которые вдохновили её на Midnights. Свифт задумала начальную композицию «Lavender Haze», встретив фразу 1950-х годов «in the lavender haze» в драматическом сериале «Безумцы», когда ею просто описывали состояние влюблённости («…если вы были в лавандовой дымке, то это означало, что вы были во всеохватывающем любовном сиянии»). Она сочинила песню о защите своих романтических отношений с Джо Элвином от непрошеных комментариев в Интернете, таких как «странные слухи» и «бульварная чушь» и четвёртый трек «Snow on the Beach» о «влюблённости в кого-то в то же время, когда он влюбляется в тебя». Композиция «Lavender Haze» была впервые задумана Антоноффом, когда он услышал, как Марк Энтони Спирс, один из его коллег, случайно нажал на кнопку, воспроизводя «маленькую звуковую петлю», сделанную Джэхан Свит. Sounwave отредактировал петлю, добавив «кучу эффектов». Сэм Дью придумал несколько мелодий к петле вместе с Зои Кравиц, которая также работала с Антоноффом. Затем Антонофф предложил песню Свифт, которая написала текст. Песня «Glitch» также родилась в результате этих сессий. Далее Джэхан Свит обратился к Свифт через Антоноффа с песней «Karma», над которой также работал Киану Битс. На следующий день Антонофф вернулся с «Karma», законченной с вокалом Свифт. В своём третьем треке, получившим название «Anti-Hero», Свифт подробно описала свою неуверенность в себе, например, борьбу с «нежеланием чувствовать себя личностью».
Издания 3 am Edition и Lavender Edition содержат песни, созданные её продюсером альбомов Folklore и Evermore Аароном Десснером.

## Музыка и тексты
Стандартное издание Midnights состоит из 13 треков. На делюксовом CD добавлены три бонусные песни, две из которых — ремиксы, а эксклюзивное издание для потокового вещания под названием Midnights (3am Edition) добавляет ещё семь бонусных треков. Шесть треков альбома помечены как откровенные. Американская певица Лана Дель Рей исполнила вокал на четвёртом треке «Snow on the Beach».

### Композиция
Будучи в первую очередь поп-записью, Midnights охарактеризован музыкальными критиками как альбом, сочетающий такие стили как электроника, дрим-поп, синти-поп, bedroom-поп и чилаут с элементами R&B. Свифт отошла от инди- и альтернативного фолк-звучания дисков Folklore и Evermore (2020), чтобы создать экспериментальный поп-альбом с «альт-синти» звуковым пейзажем. «Максималистский минимализм» — это звуковая фирменная подпись Midnights, включающая тонкие мелодии, подчёркнутые ритмы, винтажные синтезаторы, запрограммированные биты, меллотрон, синтезаторы Moog и Roland Juno-60, даунбиты. Также отмечались электропоп и инди-поп. Вокал Свифт сохраняет тембр кантри, но с ритмичными и разговорными каденциями. Иногда вокал подвергается электронным манипуляциям, что приводит к андрогинным и «икающим» вокальным эффектам. Влияние хип-хопа и рэпа также присутствует в альбоме в вокале Свифт, включая внутренние рифмы. Описывая общее звучание альбома, Paste сказал, что Midnights «довольно легко перемещается между дискотекой и залитым лунным светом бульваром», представляя собой яркую поптронику. The Line of Best Fit описывает стиль записи как «игривый» и приземлённый. Beats Per Minute высказал мнение, что данный альбом — это прорыв Свифт в альтернативный R&B.

### Тема
«Мы лежим без сна в любви и в страхе, в смятении и в слезах. Мы смотрим на стены и пьём, пока они не заговорят в ответ. Мы скручиваемся в самодельных клетках и молимся о том, чтобы прямо в эту минуту не совершить какую-нибудь роковую ошибку, которая изменит нашу жизнь. Это коллекция музыки, написанной посреди ночи, путешествие сквозь ужасы и сладкие сны. Этажи, которые мы преодолеваем, и демоны, с которыми мы сталкиваемся. Для всех нас, кто метался, ворочался и решил не выключать фонари и отправиться на поиски — в надежде, что, может быть, когда часы пробьют двенадцать… мы встретим самих себя».
Журналисты описали Midnights как концептуальный альбом. Полночь — повторяющийся лирический мотив в музыке Свифт, использованный в различных контекстах и точках зрения в её альбомах. The A.V. Club заявил, что Midnights расширяет художественный мотив «до полноценного альбома». По мнению Rolling Stone, альбом «находится между историей любви и заговором мести». The New Yorker заявил, что Midnights — это коллаж различных эмоций во время «спонтанного, беспокойного состояния ночных мыслей». Основные темы — самоуверенность, самокритика, незащищённость, беспокойство, публичный имидж и бессонница, с характерным исповедальным, но «загадочным» тоном. Некоторые критики считают Midnights самым откровенным, уверенным и искренним произведением Свифт, а также консолидирующей работой её карьеры, содержащей «части и фрагменты из всех эпох Свифт». The New York Times сказал, что Midnights — «нечто среднее между вчерашним и завтрашним днём».

### Песни
«Lavender Haze» ритмичная поп-песня с влиянием диско, движущей силой которой является мутный грув, фальцетный припев, модульные синтезаторы и бэк-вокал Зои Кравиц. Это трек в стиле R&B, «эмо-эротический» о пристальном внимании таблоидов и слухах в Интернете, с которыми сталкиваются Свифт и Элвин.
«Maroon» — это динамичная дрим-поп-песня с гудящим дроуном. Она посвящена «упущенному шансу на романтику» и вызывает несколько конкретных воспоминаний. Название песни целенаправленно отсылает к четвёртому студийному альбому Свифт Red (2012), а тёмно-бордовый цвет (maroon) служит более «меланхоличной и переживательной версией» красного.
«Anti-Hero» — песня в стиле синти-поп с влиянием рока 1980-х годов, поп-рок песня о ненависти к себе.
«Snow on the Beach» — туманная дрим-поп-баллада с бэк-вокалом Дель Рей. Она отсылает к песне «All for You» (2001) Джанет Джексон.
Песня «You’re on Your Own, Kid» начинается с приглушённого инструментария и переходит в крещендо. В ней рассказывается о более молодой Свифт и о трудностях, с которыми она столкнулась во время своего восхождения к славе.
В песне «Midnight Rain» звучит приглушённый хук, программированные ударные и перкуссия. В ней вспоминается упущенный роман с участием людей, у которых были разные цели в жизни.
Седьмой трек «Question?..» задаёт риторические вопросы о «размытых» воспоминаниях. Его короткое вступление интерполирует собственный сингл Свифт 2016 года «Out of the Woods».
«Vigilante Shit» — это минимально спродюсированный трек с бурлящими ритмами и вихрящимися синтезаторами. Это декларация мести, нацеленная на врага и призывающая других женщин делать то же самое.
«Bejeweled» — это мелодия в стиле диско с синтезаторными арпеджио, с текстом, признающим самооценку Свифт.
«Labyrinth» — синти-поп композиция со скачущими электронными элементами о беспокойстве по поводу повторной влюблённости.
«Karma» — игривая песня в стиле электроклэш с элементами новой волны, альтернативного попа и техно и комическим текстом. Одиннадцатый трек «Karma» был назван продолжателем фанатских теорий, утверждавших, что Karma — это альбом, который Свифт планировала выпустить в 2016 году, но отложила эту идею и вместо него выпустила шестой студийный альбом Reputation (2017); слово «karma» появляется в тексте песни «Look What You Made Me Do», лид-сингла Reputation, и в клипе на её сингл 2020 года «The Man» наряду с названиями других её альбомов. Она описывает кульминацию «хорошей кармы» Свифт.
Используя двойной смысл, «Sweet Nothing» — это раскованная любовная песня в сопровождении саксофона и электрического фортепиано. Это ода спокойным романтическим отношениям Свифт внутри её дома, в отличие от её суматошной звёздной жизни снаружи.
Песня «Mastermind» представляет альтернативный взгляд Свифт на судьбоносную любовь. Она признаётся, что её «расчётливый подход к поп-звезде просочился и в её любовную жизнь», в отличие от текста о спонтанности судьбы в треке «Invisible String» из альбома Folklore. Это также кивок на собственную «загадочную и макиавеллистскую» привычку Свифт оставлять пасхальные яйца.

#### Бонусные треки
Первый бонус-трек издания 3am Edition «The Great War» использует образы сражений, чтобы показать, как легко два человека в отношениях могут оказаться в конфликте, а также отдать должное партнёру, который останавливает собственные разрушительные тенденции. В балладе «Bigger Than the Whole Sky» Свифт поёт о горе после потери любимого человека; её сравнивают с песней «Ronan», которая была написана о смерти маленького мальчика от рака за несколько дней до его четвёртого дня рождения. «Paris» — бодрый, синти-тяжёлый поп-трек.
В песне «High Infidelity» звуковые искажения используются как метафора плохой связи в отношениях между музыкантами. «Glitch» — песня в жанре электроника. В припеве присутствует сдвиг на октаву. В песне «Would’ve, Should’ve, Could’ve» Свифт выражает сожаление по поводу вступления в отношения со «взрослым» мужчиной, когда ей было 19 лет, его отношения к ней и сохраняющейся эмоциональной травмы. «Dear Reader» — это электропоп-мелодия о беспокойстве Свифт по поводу того, что поклонники считают её «путеводной звездой». В делюксовом треке «Hits Different» Свифт представляет своего бывшего партнёра с кем-то другой, одновременно размышляя об их совместной жизни.

## Эстетика
После анонса альбома пресса предположила, что наряд Свифт от Moschino на вечеринке после Церемонии MTV Video Music Awards — тёмно-синий микро-мини ромпер, украшенный серебряными звёздами — отражает эстетику альбома. Анализируя рекламные фотографии альбома, The Ringer описал эстетику как «гламур, но гламур прохладный, интерьерный, а не гламур большой поп-звезды», в цветовой палитре которого преобладает полуночный синий, а на ретро-фотографиях изображена обивка мебели. Часовые циферблаты также являются «основной частью иконографии эпохи Midnights». Vogue отметил стиль 1970-х годов в одежде Свифт, что ознаменовало отход от фольклорного образа «коттеджкор», который она приняла для своих альбомов 2020 года Folkore и Evermore. Критик моды Джесс Картнер-Морли нашла, что она напоминает обложку альбома Country Life (1974) английской арт-рок-группы Roxy Music и фотографии французского художника Ги Бурдена для Vogue France, а Алекс Билмс из журнала «Esquire» нашёл Свифт похожей на английскую модель Джин Шримптон из 1970-х годов.

### Обложка
Стандартное оформление Midnights представляет собой минималистскую обложку. Она вдохновлена старомодными обложками пластинок, где песни перечислены на лицевой стороне обложки, но в настоящее время они перечислены под условными названиями «Track One», «Track Two» и так далее, вплоть до 13. Свифт на фотографии, представленная на обложке, изображена с синими тенями для век, чёрной подводкой для глаз и своими фирменными красными губами, наблюдая за мерцающей зажигалкой, которую она держит возле своего лица. Фотографию окаймляет белое пространство, на котором расположены название альбома и список треков, выделенные синим градиентом. На обложке винилового издания, размещённой в социальных сетях Свифт, трек-лист разделён на сторону А и сторону Б, что указывает на двухсторонний LP. Также были выпущены три ограниченно издаваемых цветовых варианта физического альбома, отличающиеся оформлением обложки, и делюксовое Target-эксклюзивное издание с тремя бонус-треками. The Cut предположили в издании, что Свифт на обложках изображена в «различных состояниях гламурного ночного стресса». На оборотной стороне стандартного и трёх альтернативных изданий каждый изображает четверть сектора циферблата; собранные вместе и объединённые с часовым механизмом, продаваемым отдельно, они образуют действующие часы.

## Релиз и продвижение

Титульная карточка Midnights Mayhem with Me, серии видеороликов Свифт на TikTok, в которых она раскрывала трек-лист, по одной песне на эпизод.

Релиз Midnights состоялся 21 октября 2022 года. Он стал пятым альбомом Свифт за трёхлетний период 2020—2022 годов, тогда как за всё предшествующее десятилетие 2010-х годов она выпустила только четыре альбома; комментируя «быстрый темп» своих альбомных циклов, Свифт заявила, что чувствует себя создающей музыку «более свободно», чем в свои двадцать лет, и что она «счастливее, когда [она] создаёт музыку чаще». Альбом также был доступен для предварительного заказа на её сайте. Свифт на Midnights Manifest также сообщила о «специальном очень хаотичном сюрпризе», который произойдёт через 3 часа после выхода альбома. Это материализовалось в цифровую и потоковую версию альбома под названием Midnights (3am Edition), содержащую дополнительные 7 песен, которые по словам Свифт были сочинены, но удалены, чтобы альбом состоял из 13 песен. Midnights, менее чем через двадцать четыре часа после выхода, стал самым продаваемым альбомом за один день в истории Spotify. Midnights также побил рекорд Apple Music по количеству потоков в первый день как самый популярный поп-альбом всех времён. Для фанатов существует более 20 различных версий альбома, доступных на CD, на виниле LP и кассетах разных цветов, с разными обложками, с цензурой и без цензуры, с автографами и без. Также для коллекционеров предусмотрены тщательно продуманные контейнеры для размещения релизов на CD и на виниле, коллекционный футляр для винила из искусственной кожи. 5 января 2023 года Свифт выпустила четыре эксклюзивные цифровые версии Midnights на 12 часов через свой интернет-магазин. Каждая версия содержит закулисную съёмку (behind the scene) одной из четырёх песен из Midnights: «Anti-Hero», «Bejeweled», «Karma» и «Mastermind».
Лимитированный вариант LP был доступен только в США 21 и 22 мая 2023 года. Два консолидированных издания с подзаголовками Late Night и Til Dawn были выпущены 26 мая; они содержат новые бонус-треки, включая ремикс «Karma» при участии американской рэперши Ice Spice

### Видео
Свифт написала сценарий и срежиссировала музыкальные видеоклипы. Премьера клипа «Anti-Hero» состоялась 21 октября 2022 года через восемь часов после выхода Midnights. Она описала его как изображение своих «кошмарных сценариев и навязчивых мыслей». Премьера «Bejeweled» состоялась 24 октября в полночь. В ней Свифт пересказывает историю Золушки, а главные роли исполняют оскароносная актриса Лора Дерн, «королева бурлеска» Дита фон Тиз, визажистка Пэт Макграт, сёстры из группы Haim и Джек Антонофф. Премьера «Lavender Haze» прошла в полночь 27 января 2023 года.

### Маркетинг
21 сентября 2022 года Свифт разместила в TikTok сообщение о начале ежедневного в полночь размещения серии коротких видеороликов под названием «Midnights Mayhem With Me». Серия состояла из 13 эпизодов, которые выходили в период с 21 сентября по 7 октября 2022 года. В них она использовала игровой барабан с пронумерованными теннисными шариками, раскручивая его и вынимая по одном у шару с номером трека Midnights, чтобы раскрыть их названия один за другим. Свифт заявила, что решила сделать серию для раскрытия трек-листа напрямую, чтобы «бросить вызов» своей обычной привычке включать пасхальные яйца, чтобы намекнуть на информацию. Первым открытием стал тринадцатый трек «Mastermind». 23 сентября был объявлен восьмой трек «Vigilante Shit», а в заключительном тринадцатом эпизоде был представлен четвёртый трек «Snow on the Beach» с участием Ланы Дель Рей.
14 октября 2022 года американская спортивная телеведущая Харисса Томпсон объявила через Amazon Prime Video, что «нечто очень, очень особенное», связанное со Свифт, будет эксклюзивно презентовано 20 октября в программе Thursday Night Football. Некоторые тексты из Midnights были показаны на рекламных щитах, принадлежащих Spotify по всему миру в дни, предшествующие выходу альбома, начиная с Таймс-сквер 17 октября. Свифт также для продвижения Midnights собирается появиться в программе «Вечернее шоу с Джимми Фэллоном» 24 октября 2022 года, а затем на Шоу Грэма Нортона 28 октября. Она также опубликовала рекламный график, озаглавленный «Midnights Manifest», с подробным описанием мероприятий, запланированных в связи с выходом альбома.

### Реакция прессы
Анонсирование Midnights широко освещалось в средствах массовой информации. Издания Pitchfork, Time, USA Today и Национальная академия искусства и науки звукозаписи назвали Midnights одним из самых ожидаемых альбомов осени 2022 года. СМИ также отметили, что Свифт включила своё счастливое число 13 в количество треков в альбоме — традиция, которую она неоднократно применяла в своей музыке и карьере. Столько же, а именно тринадцать песен из почти двухсоттрекового каталога певицы, в которых упоминаются слова «полночь» (в вариантах ‘Midnight’ или ‘Middle of the Night’), нашёл журнал Billboard. Time восхитился длиной трек-листа, назвав его «сжатым составом» для Свифт, чей последний альбом Red (Taylor’s Version) состоял из 30 треков. Размышляя о его звучании, Variety сообщила, что в интернете «возникло любопытство» относительно музыкального стиля альбома, будет ли Midnights «продолжать более сдержанную, акустическую, в стиле американы манеру» её альбомов 2020 года Folklore и Evermore, или вернётся к «чистой поп-музыке» Lover (2019) и его непосредственных предшественников. Rolling Stone посчитал, что альбом, «похоже, готов углубиться» в тему «одиночества», основываясь на сообщении Свифт. The New York Times назвал Свифт «неугомонной творческой силой» за то, что она выпустила пять альбомов в течение трёх лет, и ожидал, что Midnights станет одним из самых продаваемых альбомов 2022 года, несмотря на то, что он выйдет в октябре. Los Angeles Times сравнила «плодовитый ряд альбомов» Свифт с альбомами «великих всех времён». Американский телеведущий Джимми Фэллон расшифровал предполагаемые пасхальные яйца альбома в рамках пародии в его программе «The Tonight Show Starring Jimmy Fallon» в эпизоде 19 сентября 2022 года. Fortune заявил, что Midnights доказывает, что Свифт — «непревзойдённый гений маркетинга», похвалив Midnights Mayhem with Me за её «постоянно меняющийся бурлескный акт выборочного раскрытия деталей при сохранении ауры таинственности и волнения». Газета The Washington Post высоко оценила «превосходную маркетинговую стратегию».
Slate описал Midnights как «результат выигрышной формулы» — гибридизации «подхода неожиданного релиза», который более удобен для потокового вещания, но неблагоприятен для физических продаж, с традиционным распространением, когда альбом предварительно анонсируется, но все треки, включая лид-сингл, скрываются до дня релиза.
I-D отметил, что Свифт смешивает «как старые поп-стили, так и гиперсовременные веяния», и добавил, что «в то время как другие поп-звёзды нагружают свои кампании издания новых альбомов предрелизными синглами, чтобы угодить стриминговым платформам, Тейлор решила не выпускать никакой музыки перед „Midnights“, закрепив его выход как событие, заслуживающее внимания».

### Синглы
«Anti-Hero» является ведущим синглом альбома Midnights. Republic Records выпустит песню на американском радио Hot adult contemporary radio 24 октября, а затем на Contemporary hit radio 25 октября. Она стала самой продаваемой песней 2022 года. Промо-синглы «Bejeweled» и «Question...?» вышли 25 октября 2022 года. «Lavender Haze» вышел на радиостанциях Contemporary hit radio в США в качестве второго сингла альбома 29 ноября 2022 года. «Karma» стал третьим синглом на радио в США с 1 мая 2023 года. Песня «You’re Losing Me» была выпущена через стриминговый сервис в качестве промо-сингла 29 ноября 2023 года в благодарность поклонникам после того, как Spotify признал Свифт «Global Top Artist» 2023 года.

### Концертный тур

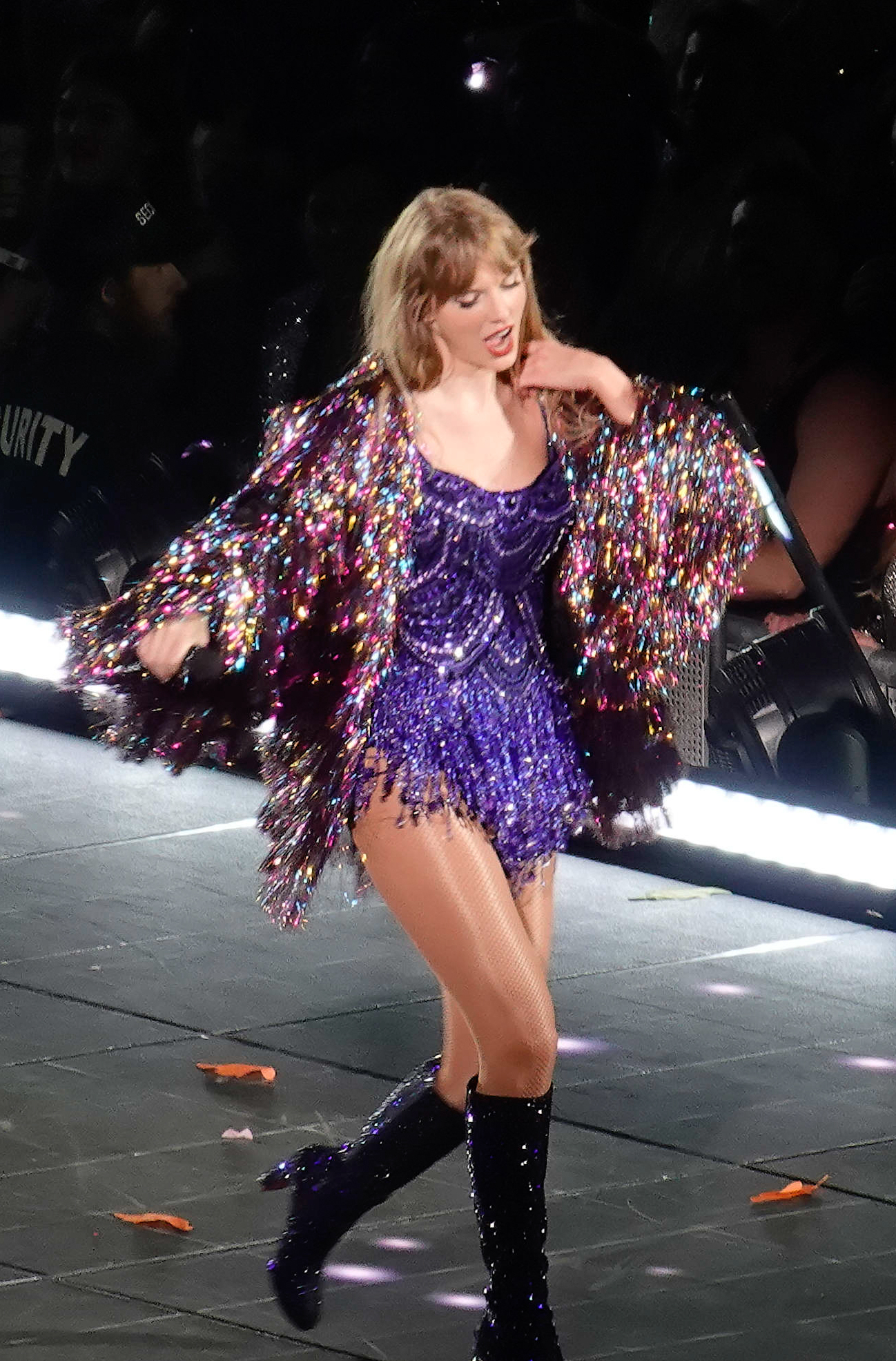
Свифт во время выступления Midnights, заключительного десятого акта the Eras Tour (2023)

24 октября в эфире The Tonight Show Starring Jimmy Fallon Свифт заявила, что ей «нужно [отправиться в тур]. Когда придёт время, [я] сделаю это». Утром 1 ноября 2022 года во время выступления на шоу Good Morning America Тейлор Свифт анонсировала свой шестой концертный тур под названием The Eras Tour в поддержку Midnights и других её альбомов. Американский этап тура, состоящий из 27 дат, начался 18 марта 2023 года с концерта на стадионе State Farm Stadium в Глендейле, штат Аризона.
На билеты на Eras Tour был зарегистрирован невероятно высокий спрос, настолько высокий, что Свифт добавила дополнительные даты в американскую часть тура. 15 ноября билеты поступили в продажу на сайте Ticketmaster, который сразу же рухнул из-за огромного числа желающих, остановив предварительную продажу. Позже открытая продажа была отменена из-за «недостаточного» количества билетов для удовлетворения спроса. Тем не менее, только в первый день предварительной продажи билетов на Eras Tour было продано более двух миллионов, что побило исторический рекорд по количеству концертных билетов, проданных артистом за один день. Однако компания Ticketmaster подверглась широкой критике со стороны фанатов, клиентов, групп потребителей и законодателей США за несовершенную и обманную службу продажи билетов. В декабре 2022 года фанаты подали два иска на компанию Ticketmaster за «преднамеренный обман», мошенничество, установление цен и нарушение антимонопольного законодательства. Billboard сообщил, что тур Eras Tour уже собрал 554 миллиона долларов США, превзойдя тур Мадонны Sticky & Sweet Tour (2008—09) и став самым кассовым туром артиста-женщины всех времён.
Ажиотаж фанатов получил название «Свифтмания» (Swiftmania, или схожие термины) по сравнению с «Битломанией» 1960-х годов, и рассматривается критиками как эффект социально-экономического влияния Свифт и её турне на популярную культуру XXI века.
После первых 60 концертов в 2023 году Eras Tour стал самым кассовым концертным туром в истории ($1,04 млрд) и первым, достигшим и преодолевшим отметку в 1 млрд долларов.

## Отзывы
| Совокупная оценка    | Совокупная оценка |
| Источник             | Оценка            |
| -------------------- | ----------------- |
| AnyDecentMusic?      | 8.0/10            |
| Metacritic           | 85/100            |
| Оценки критиков      |                   |
| Источник             | Оценка            |
| AllMusic             | [ 158 ]           |
| American Songwriter  | [ 159 ]           |
| Clash                | 8/10              |
| The Daily Telegraph  | [ 161 ]           |
| Entertainment Weekly | B+                |
| The Guardian         | [ 45 ]            |
| The Independent      | [ 42 ]            |
| NME                  | [ 57 ]            |
| Paste                | 7.8/10            |
| Pitchfork            | 7.0/10            |
| Rolling Stone        | [ 55 ]            |
| The Times            | [ 162 ]           |
| Under the Radar      | 8.5/10            |
| Variety              | 93/100            |

После выхода Midnights получил широкое признание музыкальных критиков. На сайте Metacritic, который выставляет нормализованный балл из 100 по оценкам изданий, альбом получил средневзвешенный балл 85 на основе 28 рецензий, что свидетельствует о «всеобщем признании». Агрегатор AnyDecentMusic? поставил ему 8,0 из 10, основываясь на своей оценке консенсуса критиков.
Бриттани Спанос из Rolling Stone назвала Midnights «мгновенной классикой», высоко оценив авторство песен, продюсирование и концепцию. Крис Уиллман из Variety высоко оценил музыкальную химию между Свифт и Антоноффом, вокал Свифт, продюсирование Антоноффа и художественный выбор отказаться от «бангеров» в пользу среднетемповой поп-музыки.
Роб Шеффилд (Rolling Stone) подчеркнул продюсирование и музыкальную атмосферу альбома. Похвалив «интимное» исполнение песен Свифт, Нил Маккормик из The Daily Telegraph похвалил мелодии и тексты Midnights и назвал альбом «поворотным пунктом» в карьере Свифт. Люси Харброн из Gigwise назвала Midnights самым сильным переосмыслением и «самой мрачной» работой Свифт, похвалив её эксперименты, самоанализ и звуковую эволюцию. Критик American Songwriter Алекс Хоппер назвал альбом «более мрачной сестрой альбома 1989», тогда как Китти Эмпайр из The Observer назвала его «альбомом захватывающего созерцания» и «чистого блаженства». Алекс Билмс из Esquire назвал его «мгновенной классикой» и «поп-альбомом года».
Критик газеты The Guardian Алексис Петридис описал Midnights как изысканный, «со вкусом сдержанный» альбом с «уверенным» написанием песен и «сдержанным» продюсированием. Энн Пауэрс в своей рецензии на NPR назвала Midnights самым «сложным» альбомом Свифт. Пауэрс описала его как «аисторическую музыку в стиле чиллаут», подчёркнутую «гламурным, сверкающим» голосом Свифт. Хелен Браун из The Independent написала, что Свифт «раскрывает свои самые тёмные мечты, самые глубокие сомнения и самые жестокие мысли» через «мутные электронные грувы». Журналистка NME Ханна Майлреа отметила, что альбом знаменует возвращение Свифт к чистой поп-музыке, предлагая «звуки будущего» и её самые откровенные тексты. Марк Хирш написал в Entertainment Weekly: «Как и его непосредственные предшественники, ничто в Midnights не звучит поспешно», похвалив его звучание и концепцию. Микаэль Вуд из Los Angeles Times восхитился «сильным» вокалом Свифт в альбоме, «играя с каденцией и подчёркивая грани её голоса, как никогда раньше». Келси Барнс из Teen Vogue оценила альбом как «лаконичный» и «искусный» и полагает, что он обладает «эмоциональной глубиной всей её дискографии».
Элиз Райан из Associated Press назвала его лучшим альбомом Свифт как автора текстов, считает альбом продуктом зрелости и творческой эволюции Свифт, «напоминающим о её непревзойдённой способности заставить любую эмоцию чувствовать себя универсальной». Райан высоко оценила её «заострённый» вокал и эксперимент с «тёмным, электрическим» звуковым ландшафтом и сравнила альбом с «пропитанным любовью» Lover, «интимными» Folklore и Evermore, заявив, что он «похож одновременно на исповедь и игровую площадку, созданную всеми версиями Тейлор Свифт, которые мы знали до сих пор, чтобы новая Тейлор Свифт засияла». Джейсон Липшутц из Billboard отметил, что Свифт «представила целенаправленный, расширяющий наследие новый проект», назвал его «сфокусированным, расширяющим наследие» альбомом, движимым «острой как бритва» лирикой и «аморфными» композициями. Критик Paste Эллен Джонсон написала, что Midnights — это «самые гладкие поп-мелодии Свифт» — «нечто гораздо более приглушённое, нюансированное, расчётливое, хитрое и пульсирующее», чем мейнстримная поп-музыка. Пол Бриджуотер написал в журнале The Line of Best Fit, что по его мнению Midnights пытается найти баланс между экспериментами и коммерцией; он назвал его самой цельной работой Свифт в лирическом и тематическом плане, но «недостаточно впечатляющей» в звуковом плане. Карл Уилсон из журнала Slate сказал, что это её первый альбом, кроме Folklore, «на котором нет ничего особенно плохого», с небольшой критикой в адрес некоторых текстов. Джон Караманика из The New York Times в своей неоднозначной рецензии посчитал, что в Midnights, что Свифт перестраховалась в Midnights, вернувшись к слишком знакомым звукам. Свою характеристику дала Кэти Луиза Смит из PopBuzz, сказав, что «после незабываемой экскурсии в лес с Folklore и Evermore, Тейлор Свифт вернулась в режим автобиографического письма на Midnights». И добавила, что она не разочаровывает: «Midnights — это альбом для Свифтистов: ложечка 1989, капелька Reputation, щепотка Lover, а также свежеиспечённая порция квинтэссенциальных бриджей Тейлор Свифт, которые так и просятся, чтобы их громко прокричали на заполненном стадионе».
Роберт Кристгау присвоил альбому три звезды в своём «Гиде потребителя» на сайте Substack, отметив его звучание как «такое же текстурное, как и всё, что этот тюнмейстер когда-либо выпускал на публику, и как следствие, более мягким», а также выделив «Snow on the Beach», «Mastermind» и «Sweet Nothing», которые «сладко намекают на то, что во многих псевдо-автобиографических текстах она действительно имеет давнего любовника».

### Итоговые годовые списки
| Публикация                | Список                                | Ранг | Ссылка  |
| ------------------------- | ------------------------------------- | ---- | ------- |
| Billboard                 | The 50 Best Albums of 2022            | 3    | [ 169 ] |
| Consequence               | Top 50 Albums of 2022                 | 28   | [ 170 ] |
| Los Angeles Times         | The 20 Best Albums of 2022            | 4    | [ 171 ] |
| NME                       | The 50 Best Albums of 2022            | 12   | [ 172 ] |
| ONE37PM                   | The Best Albums of 2022               | 17   | [ 173 ] |
| OOR                       | DE 20 BESTE ALBUMS VAN 2022           | 17   | [ 174 ] |
| Paste                     | The Best Albums of 2022               | 40   | [ 175 ] |
| PopBuzz                   | The Best Albums of 2022               | 3    | [ 167 ] |
| People                    | Best Albums of 2022                   | 3    | [ 176 ] |
| PopMatters                | The 80 Best Albums of 2022            | 5    | [ 177 ] |
| Rolling Stone             | The 100 Best Albums of 2022           | 3    | [ 178 ] |
| Rolling Stone             | Rob Sheffield's Top 20 Albums of 2022 | 2    | [ 179 ] |
| Slant                     | The 50 Best Albums of 2022            | 18   | [ 180 ] |
| The Forty-Five            | The Best Albums of 2022               | 8    | [ 181 ] |
| The Guardian              | The 50 Best Albums of 2022            | 17   | [ 182 ] |
| The Line of Best Fit      | The Best Albums of 2022 Ranked        | 48   | [ 183 ] |
| The Observer (Notre Dame) | Scene’s Top 22 Albums 2022            | 1    | [ 184 ] |
| Uproxx                    | The Best Albums of 2022               | N/A  | [ 185 ] |
| USA Today                 | The 10 Best Albums of 2022            | 3    | [ 186 ] |
| Variety                   | Chris Willman’s Best Albums of 2022   | 1    | [ 187 ] |

## Коммерческий успех
Альбом Midnights имел большой коммерческий успех во всех форматах потребления музыки и стал наиболее успешным альбомом Свифт. За первую неделю после выхода пластинки Тейлор Свифт установила более 70 новых рекордов по всему миру. Billboard назвал альбом блокбастером. CNBC признал его самым большим успехом Свифт.
Midnights побил рекорд стримингового сервиса Spotify по количеству просмотров альбома за один день, собрав 185 миллионов стрим-потоков в день своего релиза на этой платформе. Свифт также стала самым успешным по стрим-потокам артистом за один день на Spotify, набрав их 228 миллионов по всему своему каталогу. Альбом также побил рекорд Apple Music как самый просматриваемый поп-альбом за один день и рекорд Amazon Music по самому скачиваемому альбому за один день. Republic Records сообщил, что за первую неделю альбом разошёлся тиражом в три миллиона экземпляров по всему миру.
На международном уровне Midnights собрал лучшие продажи в неделю открытия 2022 года в нескольких странах, включая Австралию, Канаду, Ирландию, Новую Зеландию и Великобританию. В Китае, Германии и на Тайване эта неделя стала лучшей для западного исполнителя, а во Франции, Германии, Италии, Польше и Великобритании — лучшей для Свифт. Он также побил рекорд самой большой недели продаж виниловых пластинок в XXI веке в Австралии, Канаде и Великобритании много других рекордов. Все композиции альбома вошли в Billboard Global 200; девять и восемь из них попали в первую десятку чартов Global 200 и Global Excl. US соответственно, установив рекорд по количеству одновременных попаданий в первую десятку в обоих чартах. Свифт стала первой исполнительницей, полностью занявшей первую пятёрку в Global 200.
За восемь первых недель релиза в мире (на 22 декабря 2022 года) по данным Music Week было продано более 6 млн альбомных эквивалентных единиц Midnights, из них половина в США. Международная федерация фонографической индустрии (IFPI) признала Свифт Глобальным артистом года в области звукозаписи в 2022 году — она стала первым артистом, получившим эту награду трижды (после 2014 и 2019 годов). По данным IFPI, Midnights стал вторым самым продаваемым альбомом 2022 года во всех форматах (в альбомных единицах) и первым в формате чистых продаж (без стриминга).

### Европа
В Великобритании, Германии, Италии, Польше и Франции Midnights дебютировал с лучшими для Свифт показателями продаж в первую неделю. В Великобритании за первые три дня Midnights разошёлся тиражом более 140 000 экземпляров, превысив показатели первой недели альбома Гарри Стайлза Harry’s House (113 000 экземпляров) и став самым быстро продаваемым альбомом 2022 года. В конечном итоге альбом дебютировал на вершине чарта альбомов Великобритании UK Albums Chart, обойдя The Car группы Arctic Monkeys и заняв первое место с 204 000 единиц — самый высокий результат Свифт за всю её карьеру в первую неделю и он стал девятым её чарттоппером подряд. Она побила рекорд Мадонны по самому короткому времени для женского исполнителя, набравшего девять альбомов номер один в Великобритании (у Свифт 8 лет, начиная с Red в 2012 году, а у Мадонны 11 лет), и стала первой женщиной с чарт-дублем, со времён Майли Сайрус в 2013 году, одновременно дебютировавшей на вершине чарта альбомов и синглов, после дебюта «Anti-Hero» под номером один в UK Singles Chart. Свифт вышла на второе место по числу альбомов-чарттопперов (9) в Великобритании среди женщин после Мадонны (12), опередив Кайли Миноуг (8) и Барбру Стрейзанд (6). Midnights возглавлял британский чарт альбомов пять недель (первые две недели подряд) и продан в количестве 80 000 виниловых копий в 2022 году — самый высокий годовой показатель для альбома в XXI веке, благодаря чему общий объём продаж виниловых дисков в Великобритании впервые с 1987 года превысит объём продаж компакт-дисков (CD). Продержавшись пять недель на вершине UK Albums Chart, Midnights стал её самым продолжительным альбомом номер один в этой стране (ранее три недели лидировал Folklore, 2022). В Великобритании за последние два месяца 2022 года было продано 416 965 экземпляров альбома, что позволило ему занять 3-е место среди самых продаваемых альбомов года. Почти 50 % продаж Midnights пришлось на CD, LP и кассеты. Midnights стал самым продаваемым альбомом на физических носителях с 206 136 проданными копиями, в то время как в цифровом формате было продано 11 679 копий. Он также стал самым продаваемым виниловым альбомом в стране — было продано 89 163 экземпляра.
По данным Music Week, Свифт одновременно попала бы в UK Singles Chart с восемью треками в Топ-10, если бы их правила позволяли включать в Топ-100 более трёх треков от одного исполнителя.
Midnights стал восьмым альбомом Свифт с номером один в ирландском чарте альбомов Irish Albums Chart и самой большой дебютной неделей после альбома Эда Ширана ÷ (2017), а также провёл 7 недель на первом месте. В Германии Свифт получила свой первый номер один в чарте Top 100 Albums с альбомом Midnights, который собрал самую большую потоковую неделю для альбома в стране (20 миллионов). Он также стал самой большой дебютной неделей для международного исполнителя в Германии. В Испании Midnights показал самую большую дебютную неделю потоков Spotify для англоязычного исполнителя. Семь и восемь треков с Midnights дебютировали в норвежском чарте Topp 40 Singles и в люксембургском Billboard Luxembourg Songs, соответственно. Альбом стал четвёртым дебютом Свифт под номером один в чарте Португалии Portugal’s Top 50 Albums. Он дебютировал на первом месте в Швеции, где оставался на вершине пять недель не подряд (1-1-1-2-1-1). После 10 недель релиза Midnights стал третьим самым продаваемым альбомом 2022 года в Нидерландах (уступив только Harry’s House и = Эда ШИрана).

### США
Billboard сообщил, что тираж Midnights в США достиг более 800 000 единиц чистых продаж всего за один день (включая более 400 000 виниловых копий), сразу же став самым продаваемым альбомом 2022 года, зарегистрировав самую большую неделю продаж для любого альбома после Reputation (2017) Свифт и установив современный рекорд по количеству виниловых пластинок, проданных за одну неделю (с тех пор, как Luminate начали отслеживать продажи музыки в 1991 году). За первые три дня продажи альбома Midnights превысили 1,2 миллиона экземпляров, он стал пятым альбомом Свифт с дебютным тиражом более одного миллиона, сделав её первым в истории музыкантом, которому это удалось. Спустя четыре дня цифры продаж увеличились до 1,3 млн эквивалентных единиц, включая более 1 млн чистых продаж альбома всех форматов (цифровые загрузки, CD, кассеты и более 500 000 виниловых пластинок). На пятый день тираж достиг 1,4 млн единиц, включая of 1,05 млн продаж и 423 млн потоков; это стало самой большой дебютной неделей открытия за последние пять лет и лучшим в карьере Свифт, превзойдя 1989.
Midnights пять недель возглавлял американский хит-парад Billboard 200. Midnights дебютировал на первом месте Billboard 200 и за первую неделю продаж разошёлся тиражом в 1,578 миллиона единиц, из которых 1,14 миллиона единиц составили чистые продажи, включая 575 000 виниловых пластинок и 395 000 компакт-дисков. Это сделало альбом самой продаваемой виниловой пластинкой 2022 года и самым продаваемым CD с момента выхода Reputation. За первую неделю альбом набрал 549,26 миллиона потоков по запросу — самая большая неделя потокового вещания для женского альбома и третья по величине после альбомов Дрейка Certified Lover Boy (2021) и Scorpion (2018). Она стала второй по величине неделей открытия в истории США после альбома 25 (2015) среди женщин, опередив диск Oops!… I Did It Again (2000) Бритни Спирс. Свифт сравнялась с Барброй Стрейзанд по количеству альбомов номер один среди женщин (11) и стала третьей по этому показателю в истории после Beatles (19), Jay-Z (14) (по 11 чарттопперов у Дрейка, Брюса Спрингстина (11) и Барбры Стрейзанд). Она также установила рекорд по количеству последовательных дебютов номер один в истории чарта (Свифт, 11), обогнав Эминема (10) и Канье Уэста (10). Альбом Midnights заработал более 200 000 единиц в каждую из своих первых четырёх недель — первый альбом, который сделал это со времён диска 25 (2015). Он закончил 2022 год с тиражом 3,294 млн эквивалентных единиц. Альбом провёл 9 недель подряд на вершине чарта Top Album Sales — первый, кому удалось добиться такого результата (позднее увеличив рекорд до 13 недель, что стало максимумом за четверть века со времён саундтрека Titanic, 1997).
В итоге Midnights был продан в США в 2022 году тиражом 1,818 млн традиционных продаж альбомов (включая 945 000 на виниле, 640 000 на CD, 219 000 цифровых загрузок и 14 000 на кассетах) — это самый продаваемый альбом за весь год с 2017 года, когда альбом Свифт Reputation имел тираж 1,9 млн. Кроме того, альбом Свифт был самым продаваемым в году в течение трёх из последних четырёх лет: Midnights в 2022 году, Folklore в 2020 году (1,276 млн) и Lover в 2019 году (1,085 млн). Свифт — единственный исполнитель, у которого был самый продаваемый альбом года не менее шести раз с тех пор, как Luminate начала отслеживать продажи в 1991 году (Свифт становилась лидером продаж в 2022, 2020, 2019, 2017, 2014 и 2009 годах).
Впоследствии он стал первым альбомом 21-го века, проданным в США в количестве более миллиона виниловых пластинок (LP). К июлю 2023 года Midnights был продан тиражом 2,454 млн копий в США.
Каждый трек стандартной версии Midnights дебютировал в Топ-15 хит-парада Billboard Hot 100, во главе с «Anti-Hero», девятым чарттоппером Свифт. Свифт стала первым музыкантом в истории, одновременно занявшей всю первую десятку Hot 100; исполнительницей с наибольшим количеством песен в первой десятке (40), обогнав Мадонну (38); и первым артистом, занявшим всю первую десятку в чартах Hot 100, Streaming Songs и Digital Songs одновременно. Благодаря успеху Midnights и «Anti-Hero» Свифт стала первой в истории исполнительницей, которая дебютировала на вершине Billboard 200 и Hot 100 одновременно целых четыре раза (Billboard 200 начал составляться 24 марта 1956 года, а Hot 100 — 4 августа 1958 года). После старта в чарте альбом Midnights стал первым альбомом, песни из которого заняли десять первых мест в Hot 100, а Свифт — первой артисткой в истории с таким результатом. С 20 дебютами в Hot 100 Свифт увеличила общее количество песен в чартах Hot 100 до 188, обойдя Лил Уэйна и заняв третье место после Дрейка (278) и коллектива Glee Cast (207). Кроме того, Свифт теперь имеет 24 хита в Топ-5 Hot 100 (делит пятое место с Джанет Джексон); 40 хитов в Топ-10 (второе место после 59 хитов Дрейка); 67 хитов в Топ-20 (также второе место после 100 хитов Дрейка); и 104 хита в Топ-40 (также второе место после 158 треков Дрейка).
Midnights — первый альбом в истории, все 13 песен которого из стандартного издания одновременно попадали в чарты Hot 100 в течение 4 недель подряд.
10 июня 2023 года альбом Midnights вернулся на первое место (№ 3 → № 1) благодаря делюксовым переизданиям (The Til Dawn Edition, The Late Night Edition) и лидировал 6-ю в сумме неделю. Тираж составил 282000 эквивалентных единиц, включая 196000 копий продаж (рост 1529 %), 80000 SEA-единиц (или 107,6 млн стрим-потоков песен). Одновременно, в июне 2023 года, — после релиза ремикса «Karma» (совместного с Ice Spice), когда сингл поднялся на второе место в Billboard Hot 100, — это сделало альбом Midnights первым после диска The Weeknd After Hours (2020) с тремя синглами в Топ-2. Альбом стал вторым диском Свифт с тремя Топ-2 хитами в Hot 100 после того, как 1989 имел три чарттоппера в 2014—15 годах: «Shake It Off», «Blank Space» и «Bad Blood». Свифт по числу хитов в Топ-5 вышла на пятое место в истории после Дрейка (35), Битлз (29), Мадонны (28) и Мэрайи Кэри (27).
Midnights занял 4-е место в итоговом списке 200 лучших альбомов Billboard Year-End 2022 года, а Свифт заняла первое место среди исполнительниц (и второе среди всех) в чартах Billboard Year-End по итогам 2022 года. Причём в зачёт успели пойти только две первые недели релиза. В десятку лучших также вошёл альбом Red (Taylor’s Version) (№ 5), а всего восемь дисков Свифт попали в итоговый список. Это первый случай, когда у одного исполнителя есть два диска из Топ-5 альбомов по итогам года с 1975 года, когда Джон Денвер занял 3 и 4 места с альбомами John Denver’s Greatest Hits и Back Home Again. Таким образом, 15 лет подряд (2008—22) Свифт входит в итоговые годовые хит-парады Billboard 200 и кроме двух лет (2016 и 2017) регулярно входит в его Топ-10.
28 октября 2023 года альбом провёл свою 52-ю подряд неделю в Топ-10 (№ 8), что охватывает весь период его пребывания в чарте. Он стал вторым альбомом Свифт, который весь первый год после дебюта провёл в топ-10, после 1989, который провёл в этом регионе первые 53 недели в 2014—15 годах (среди 60 недель в топ-10 в целом). Единственный другой альбом Свифт, который провёл в топ-10 50 и более недель, — это Fearless: 58 недель, начиная с 2008 года.

### Австралия и Океания
В Австралии альбом Midnights стал рекордным для Свифт десятым альбомом номер один подряд, с самой большой дебютной неделей после её собственного альбома Reputation в 2017 году. Альбом Midnights также установил рекорды Австралийской ассоциации звукозаписывающих компаний (ARIA) по самой большой неделе потокового вещания для альбома и как самый большой дебют по продажам виниловых пластинок — было продано более 10 000 LP. Композиции альбома в совокупности заняли шесть первых мест в чарте ARIA Singles Chart и девять из первой десятки — больше всего песен одного исполнителя, когда-либо занимавших первые 10 мест в чарте, а также места с 11 по 14. С дебютом песни «Anti-Hero» на вершине чартов синглов, Свифт заработала ещё один чарт-дубль и стала первой исполнительницей, которая одновременно удерживала три первых места в истории ARIA. Лидерство Свифт в списках и альбомов и синглов одновременно, или чарт-дубль, продлилось на три недели подряд. Он стал самым продаваемым альбомом 2022 года в Австралии и 14 недель продержался на вершине чарта альбомов страны, став её самым продолжительным альбомом номер один. В июне 2023 года альбом после делюксового переиздания вернулся на первое место ARIA Albums Chart, что в сумме стало его 13-й неделей лидерства.
Одновременно Свифт установила новый рекорд, так как впервые все пять первых мест альбомного чарта заняли её диски (№ 1—5): Midnights, Lover, 1989, Reputation и Folklore, и ещё Red (Taylor’s Version) был на 9-м месте. Прошлый рекорд был у Майкла Джекесона, когда после его смерти в 2009 году три первых места в Австралии занимали его альбомы. Свифтимания спровоцирована поступлением 30 июня в общую продажу билетов на её тур «The Eras Tour» по Австралии в 2024 году. 13 февраля 2024 года Свифт повторила этот рекорд и все пять первых мест в Австралии заняли её альбомы: Midnights (снова № 1), Lover (№ 2), 1989, Reputation и Folklore (№ 5); и ещё Red (Taylor’s Version)(№ 9) и затем 23 февраля сделала это в рекордный третий раз (Midnights лидировал 15-ю неделю). Одновременно её сингл «Cruel Summer» поднялся с 4-го на первое место (11-й её чарттоппер, как у Мадонны, а больше только у Битлз-26 и Элвиса Пресли-14) и Свифт сделала свой 7-й золотой чарт-дубль (оба, и альбом и сингл на первых местах одновременно).
В Новой Зеландии Midnights стал 11-м подряд альбомом Свифт, занявшим первое место в чарте альбомов New Zealand Albums Chart. Четыре его композиции дебютировали в первой пятёрке новозеландского чарта New Zealand Top 40 Singles.

### Бразилия и Канада
В Бразилии альбом Midnights в первую неделю имел самое большое количество строим-потоков на Spotify в этой стране. On the Canadian Albums Chart, Midnights В канадском чарте Canadian Albums Chart альбом Midnights дебютировал с самыми большими продажами и скачиваниями в первую неделю года и стал 11-м альбомом Свифт номером один. Все 20 треков альбома дебютировали в первых 35 местах канадского Hot 100, причём 13 первых мест полностью заняли песни альбома, во главе с «Anti-Hero».

### Азия
В Китае тираж Midnights составил около 250 000 цифровых копий альбома за первый день. В итоге, при цене 35 юаней (4,84 долларов) альбом Свифт стал самым «дорогим» цифровым альбомом, проданным в Китае, обогнав по цене цифровые альбомы китайских и всех других исполнителей. Только на одной из музыкальных платформ страны QQ Music, пластинка за одну неделю (к 28 октября) продалась на сумму в 9,48 миллиона юаней (около 1,3 млн долларов). Альбом показал лучшие результаты тиража для любого международного музыканта и стал лучшим альбомом по продажам в 2022 годув Китае для западного исполнителя. Альбом показал наилучший результат по продажам за первую неделю среди западных артистов в стране и установил наилучший среди всех иностранных исполнителей на Тайване. В Филиппинах альбом установил самый лучший показатель по прослушиваниям за неделю на «Spotify», а 6 песен из альбома побили предыдущий рекорд по прослушиваниям за день на платформе, включая две, которые впервые дебютировали с более, чем миллионом прослушиваниям на ней внутри страны. Песни из стандартной версии альбома оккупировали все первые 10 позиций в еженедельном чарте Филиппин на сервисе. В индийском чарте IMI International Top 20 Singles дебютировали семь композиций с Midnights, во главе с «Anti-Hero» на четвёртом месте.

## Признание
Благодаря Midnights Свифт удалось установить более 20 рекордов Гиннесса, в том числе: самый прослушиваемый альбом на Spotify за 24 часа (184,6 млн потоков), самый прослушиваемый альбом на Spotify в первый день (184,6 млн потоков) и самый просматриваемый исполнитель на Spotify за 24 часа (228 млн потоков).
Свифт выиграла все три полученные номинации на 48-й церемонии People’s Choice Awards, включая лучший альбом, певица года и лучшее музыкальное видео за «Anti-Hero», а также получила 11 номинаций на 2023 MTV Video Music Awards и победила в 9, включая «Видео года» и «Альбом года». Она получила семь номинаций на MTV Europe Music Awards 2023 и 20 номинаций на Billboard Music Awards 2023 года и 6 номинаций 66-я церемония «Грэмми», включая её шестую номинацию на Альбом года, что является абсолютным рекордом, равным Барбре Стрейзанд.

### Награды и номинации
| Награда                            | Год  | Категория                                                | Результат | Ссылка                  |
| ---------------------------------- | ---- | -------------------------------------------------------- | --------- | ----------------------- |
| Guinness World Records             | 2022 | Most Streamed Album on Spotify in 24 Hours               | Победа    | [ 276 ]                 |
| Guinness World Records             | 2022 | Most First-Day Streams of an Album on Spotify            | Победа    | [ 276 ]                 |
| Guinness World Records             | 2022 | Most First-Day Streams of an Album on Spotify (Female)   | Победа    | [ 277 ]                 |
| Guinness World Records             | 2022 | Most Streamed Album by a Female Artist in One Week (USA) | Победа    | [ 278 ]                 |
| Guinness World Records             | 2022 | Fastest-Selling Vinyl Album (USA)                        | Победа    | [ 279 ]                 |
| Guinness World Records             | 2022 | Most Streamed Album on Amazon Music in 24 Hours          | Победа    | [ 280 ]                 |
| People’s Choice Awards             | 2022 | The Album of 2022                                        | Победа    | [ 269 ] [ 270 ] [ 281 ] |
| Capricho Awards                    | 2022 | Album of the Year                                        | Номинация | [ 282 ]                 |
| NetEase Annual Music Awards        | 2023 | Top English Album                                        | Победа    | [ 283 ]                 |
| Gaffa Awards                       | 2023 | International Album of the Year                          | Номинация | [ 284 ] [ 285 ]         |
| RTHK International Pop Poll Awards | 2023 | Top English Album                                        | Победа    | [ 286 ]                 |
| Nickelodeon Kids' Choice Awards    | 2023 | Favorite Album (2023)                                    | Победа    | [ 287 ]                 |
| Juno Awards                        | 2023 | International Album of the Year                          | Номинация | [ 288 ]                 |
| iHeartRadio Music Awards           | 2023 | Pop Album of the Year                                    | Победа    | [ 289 ]                 |
| MTV Video Music Awards             | 2023 | Album of the Year                                        | Победа    | [ 271 ]                 |
| Los 40 Music Awards                | 2023 | Best International Album                                 | Победа    | [ 290 ]                 |
| ARIA Music Awards                  | 2023 | Most Popular International Artist                        | Победа    | [ 291 ]                 |
| Danish Music Awards                | 2023 | International Album of the Year                          | Победа    | [ 292 ] [ 293 ]         |
| Billboard Music Awards             | 2023 | Top Billboard 200 Album                                  | Номинация | [ 274 ]                 |
| Fonogram — Hungarian Music Awards  | 2023 | Foreign Modern Pop-Rock Album of the Year                | Победа    | [ 294 ]                 |
| IFPI Awards                        | 2023 | Global Vinyl Album of 2022                               | Победа    | [ 295 ]                 |
| Grammy Awards                      | 2024 | Album of the Year                                        | Победа    | [ 296 ]                 |
| Grammy Awards                      | 2024 | Best Pop Vocal Album                                     | Победа    | [ 296 ]                 |
| Gold Derby Music Awards            | 2024 | Album of the Year                                        | Победа    | [ 297 ] [ 298 ]         |
| Gold Derby Music Awards            | 2024 | Pest Pop Album                                           | Победа    | [ 297 ] [ 298 ]         |

## Влияние

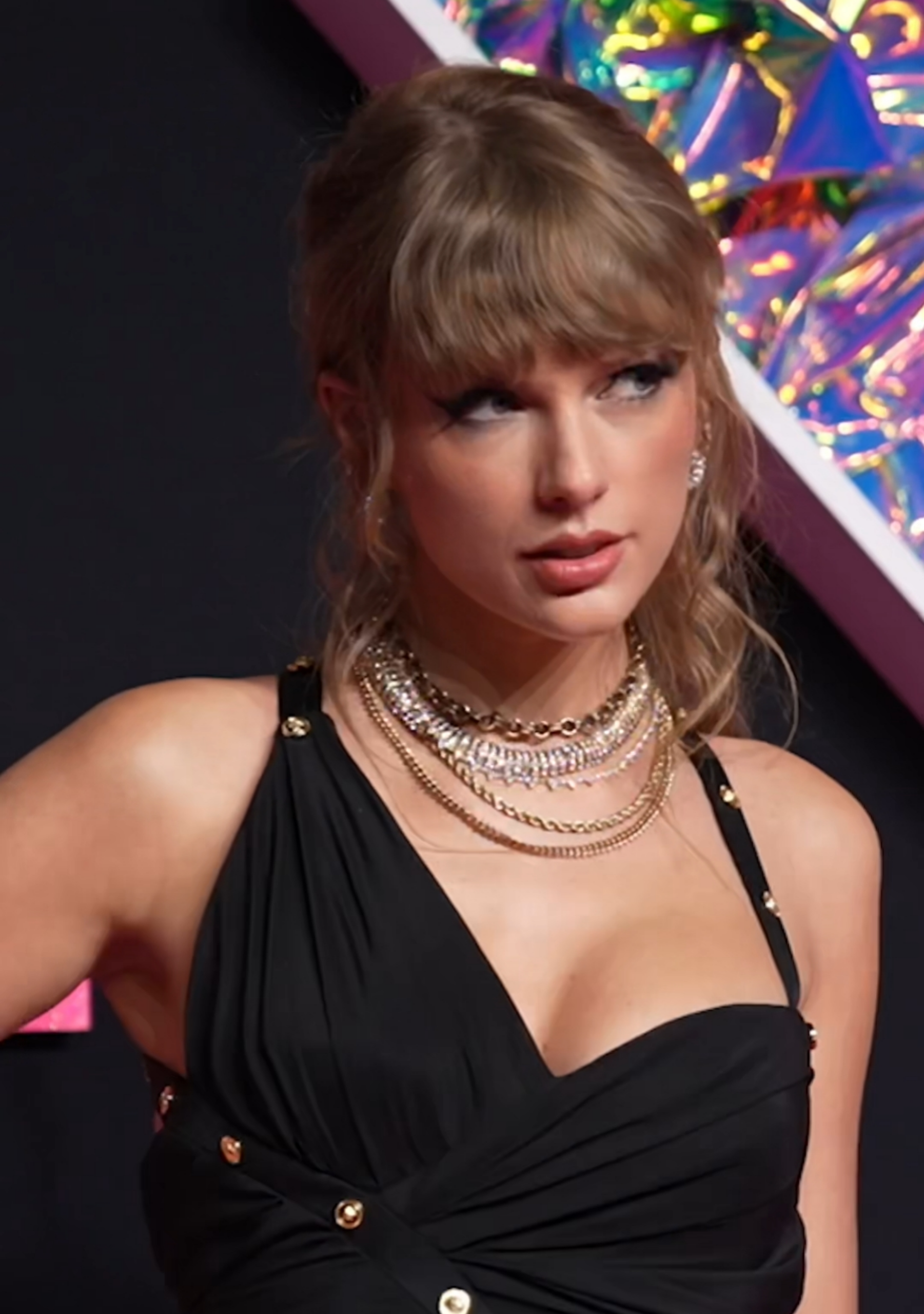
Свифт на церемонии вручения премии MTV Video Music Awards в 2023 году, где она получила девять наград VMA, включая «Альбом года» за Midnights

Billboard назвал неожиданный анонс альбома Свифт на церемонии вручения премии Video Music Awards «моментом, захватившим внимание». Брюс Гиллмер, продюсер церемонии награждения, рассказал журналу о росте зрительской аудитории и о том, как Midnights «значительно поднял» рейтинги. Официальный сайт Свифт обрушился из-за большой посещаемости после её первых сообщений об альбоме в социальных сетях. Обложка альбома стала интернет-трендом, её имитировали и пародировали пользователи социальных сетей, включая официальные аккаунты брендов, организаций и знаменитостей. Пятизвёздочный бутик-отель во Франции — Royal Champagne Hotel & Spa — предлагает специальный роскошный пакет, вдохновлённый альбомом, под названием «The Royal Sleep Experience»; в течение 13 дней после выхода альбома будет действовать 13-процентная скидка. Apple Fitness+ выпустила три новые программы упражнений, разработанные на основе музыки Свифт, включающие треки из Midnights, предназначенные для йоги, беговой дорожки и ИТВИ. Во время выхода альбома Midnights на Spotify произошёл обвал сайта на несколько минут. В честь выхода альбома компания Meta, владеющая крупнейшей социальной сетью Facebook, выпустила лавандовую тему чата на Instagram и Facebook Messenger, вдохновлённую эстетикой альбома.
Коммерческий успех Midnights во всех форматах был беспрецедентным в эпоху потокового вещания. Financial Times задалась вопросом, является ли Свифт «последней поп-суперзвездой», подчеркнув, что продажи альбома составили 1,5 миллиона в первую неделю — такого показателя не было со времён «бой-бэндов 1990-х», которые считались пиком музыкального бизнеса США. Музыкальный издатель Мэтт Пинкус сказал, что Свифт сейчас «по сути, является франшизой интеллектуальной собственности. Как фильм Расширенной вселенной DC». Fortune сравнил её маркетинговое мастерство с мастерством Кинематографической вселенной Marvel. I-D назвал Свифт «последней оставшейся настоящей поп-звездой», способной «выпустить больше альбомов и заполнить больше стадионов, чем её современники, […] невиданное явление со времён с „золотой эры музыкальной индустрии“ в конце 20-го века». Отметив, что New York Times задались вопросом «Если Адель не смогла продать более миллиона альбомов за одну неделю, то сможет ли любой артист?» после того, как её альбом 2021 года, 30, провалился, Rolling Stone написал, что Свифт «в очередной раз перевернула представление о том, что музыкальная индустрия может считать возможным для крупной поп-звезды», продав более миллиона альбомов за неделю и добившись успеха на потоковых платформах.
Многие журналисты отметили долголетие Свифт. Издание Slate подчеркнуло, что карьера Свифт длится дольше, чем у The Beatles, и побила некогда считавшиеся «непревзойдёнными» рекорды группы. Бизнес-журналист Грег Джерико высоко оценил способность Свифт оставаться культурно актуальной и успешной 18 лет музыкальной карьеры, подчеркнув, что Rolling Stones, Боб Дилан, Дэвид Боуи и Брюс Спрингстин на этом этапе были уже в прошлом. Обсуждая Midnights, вошедший в историю чартов, автор Billboard Ханна Дейли заявила, что он «войдёт в историю как эпическое возвращение к форме», и далее объяснила, что с Midnights Свифт «вновь взяла шляпу, которая подходит ей больше всего: писать бестселлеры, автобиографические песни о любви, идентичности, взрослении и разбитом сердце».
Роб Шеффилд из Rolling Stone отметил в итоговом обзоре лучших альбомов года: «Шах и мат, она не могла проиграть. В истории нет аналогов Тейлор: 16 лет спустя после дебюта она находится… на пике своего гения и влияния». Midnights стал катализатором культурного влияния Свифт в 2022 году, которое сохранялось и в 2023 году. Газета Washington Post провозгласила, что Свифт доминировала в 2022 году. Согласно CNET, 2022 год стал самым выдающимся в карьере Свифт, во главе с «мейнстримным культурным успехом» Midnights.
Bloomberg News сообщил, что продажи альбома принесли Universal Music Group 230 миллионов долларов в 2022 году, что составило 3 % их годового дохода — самый высокий показатель среди всех артистов. В результате Свифт стала самой высокооплачиваемой женщиной в сфере развлечений в 2022 году, заработав 92 миллиона долларов США. Glamour заявил, что благодаря альбому Свифт не только оказала влияние на популярную культуру, но и стала доминировать во всех её аспектах в 2023 году.

## Список композиций
| №                   | Название                                        | Автор(ы)                                                                    | Продюсеры                                  | Длительность |
| ------------------- | ----------------------------------------------- | --------------------------------------------------------------------------- | ------------------------------------------ | ------------ |
| 1.                  | «Lavender Haze»                                 | Тейлор Свифт Джек Антонофф Зои Кравиц Марк Энтони Спирс Джэхан Свит Сэм Дью | Свифт Антонофф Спирс Свит Брэкстон Кук [a] | 3:22         |
| 2.                  | «Maroon»                                        | Свифт Антонофф                                                              | Свифт Антонофф                             | 3:38         |
| 3.                  | «Anti-Hero»                                     | Свифт Антонофф                                                              | Свифт Антонофф                             | 3:20         |
| 4.                  | «Snow on the Beach» (при участии Ланы Дель Рей) | Свифт Лана Дель Рей Антонофф                                                | Свифт Антонофф                             | 4:16         |
| 5.                  | «You’re on Your Own, Kid»                       | Свифт Антонофф                                                              | Свифт Антонофф                             | 3:14         |
| 6.                  | «Midnight Rain»                                 | Свифт Антонофф                                                              | Свифт Антонофф                             | 2:54         |
| 7.                  | «Question...?»                                  | Свифт Антонофф                                                              | Свифт Антонофф                             | 3:30         |
| 8.                  | «Vigilante Shit»                                | Свифт                                                                       | Свифт Антонофф                             | 2:44         |
| 9.                  | «Bejeweled»                                     | Свифт Антонофф                                                              | Свифт Антонофф                             | 3:14         |
| 10.                 | «Labyrinth»                                     | Свифт Антонофф                                                              | Свифт Антонофф                             | 4:07         |
| 11.                 | «Karma»                                         | Свифт Антонофф Спирс Свит Киану Торрес                                      | Свифт Антонофф Спирс Киану Битс Свит [c]   | 3:24         |
| 12.                 | «Sweet Nothing»                                 | Свифт Уильям Бауэри                                                         | Свифт Антонофф                             | 3:08         |
| 13.                 | «Mastermind»                                    | Свифт Антонофф                                                              | Свифт Антонофф                             | 3:11         |
| Общая длительность: | Общая длительность:                             | Общая длительность:                                                         | Общая длительность:                        | 44:02        |

| №                   | Название                                  | Автор(ы)               | Продюсеры              | Длительность |
| ------------------- | ----------------------------------------- | ---------------------- | ---------------------- | ------------ |
| 14.                 | «Hits Different»                          | Свифт Антонофф Десснер | Свифт Антонофф Десснер | 3:54         |
| 15.                 | «You’re on Your Own, Kid» (Strings Remix) | Свифт Антонофф         | Свифт Антонофф         | 3:20         |
| 16.                 | «Sweet Nothing» (Piano Remix)             | Свифт Бауэри           | Свифт Антонофф         | 3:28         |
| Общая длительность: | Общая длительность:                       | Общая длительность:    | Общая длительность:    | 54:50        |

| №                   | Название                        | Автор(ы)                 | Продюсеры            | Длительность |
| ------------------- | ------------------------------- | ------------------------ | -------------------- | ------------ |
| 14.                 | «The Great War»                 | Свифт Аарон Десснер      | Свифт Десснер        | 4:00         |
| 15.                 | «Bigger Than the Whole Sky»     | Свифт                    | Свифт Антонофф       | 3:38         |
| 16.                 | «Paris»                         | Свифт Антонофф           | Свифт Антонофф       | 3:16         |
| 17.                 | «High Infidelity»               | Свифт Десснер            | Свифт Десснер        | 3:51         |
| 18.                 | «Glitch»                        | Свифт Антонофф Спирс Дью | Свифт Антонофф Спирс | 2:28         |
| 19.                 | «Would’ve, Could’ve, Should’ve» | Свифт Десснер            | Свифт Десснер        | 4:20         |
| 20.                 | «Dear Reader»                   | Свифт Антонофф           | Свифт Антонофф       | 3:45         |
| Общая длительность: | Общая длительность:             | Общая длительность:      | Общая длительность:  | 69:20        |

| №                   | Название                                            | Автор(ы)                                 | Продюсеры                                     | Длительность |
| ------------------- | --------------------------------------------------- | ---------------------------------------- | --------------------------------------------- | ------------ |
| 21.                 | «Hits Different»                                    | Свифт Антонофф Десснер                   | Свифт Антонофф Десснер                        | 3:54         |
| 22.                 | «Snow on the Beach» (при участии More Lana Del Rey) | Свифт Del Rey Антонофф                   |                                               | 3:50         |
| 23.                 | «Karma» (при участии Ice Spice)                     | Свифт Антонофф Spears Sweet Keanu Torres | Свифт Антонофф Sounwave Keanu Beats Sweet [b] | 3:22         |
| Общая длительность: | Общая длительность:                                 | Общая длительность:                      | Общая длительность:                           | 81:26        |

| №                   | Название                                            | Автор(ы)                                 | Продюсеры                                     | Длительность |
| ------------------- | --------------------------------------------------- | ---------------------------------------- | --------------------------------------------- | ------------ |
| 14.                 | «The Great War»                                     | Свифт Десснер                            | Свифт Десснер                                 | 4:00         |
| 15.                 | «Bigger Than the Whole Sky»                         | Свифт                                    |                                               | 3:38         |
| 16.                 | «High Infidelity»                                   | Свифт Десснер                            | Свифт Десснер                                 | 3:51         |
| 17.                 | «Would’ve, Could’ve, Should’ve»                     | Свифт Десснер                            | Свифт Десснер                                 | 4:20         |
| 18.                 | «Dear Reader»                                       |                                          |                                               | 3:45         |
| 19.                 | «You’re Losing Me (From the Vault)»                 | Свифт Антонофф Десснер                   |                                               | 4:38         |
| 20.                 | «Snow on the Beach» (при участии More Lana Del Rey) | Свифт Del Rey Антонофф                   |                                               | 3:50         |
| 21.                 | «Karma» (при участии Ice Spice)                     | Свифт Антонофф Spears Sweet Keanu Torres | Свифт Антонофф Sounwave Keanu Beats Sweet [b] | 3:22         |
| Общая длительность: | Общая длительность:                                 | Общая длительность:                      | Общая длительность:                           | 77:06        |

### Замечания
- ↑  — дополнительный продюсер
- ↑  — сопродюсер

## Участники и места записи
По данным:
Музыканты
- Тейлор Свифт — вокал
- Джек Антонофф — перкуссия, программирование, синтезатор (все треки); фоновый вокал (1, 3—5, 7, 9, 10, 13), ударные (1, 3, 4, 6, 11—13), меллотрон (1, 3—5, 7), орган Вурлитцера (1, 3, 8), бас (2—5, 9), электрогитара (2, 4, 5, 10, 13, 17), фортепиано (2, 12,16), акустическая гитара (3, 5, 9)
- Сэм Дью — фоновый вокал (1)
- Зои Кравиц — фоновый вокал (1, 18)
- Джэхан Свит — синтезаторные пэды (1, 11); бас, современная флейта, синтезатор (1); клавишные (11)
- Марк Энтони Спирс — программирование (1, 11)
- Доминик Ривиниус — барабан (1), ударные (8)
- Эван Смит — саксофон (2, 12, 13); кларнет, флейта, орган (2, 12); синтезатор (4, 5, 7—9, 13)
- Бобби Хоук — скрипка (3, 4, 13)
- Дилан О’Брайен — барабаны (4)
- Лана Дель Рей — вокал (4)
- Ice Spice — рэп-вокал (23)
- Шон Хатчинсон — ударные, перкуссия (5)
- Майки Фридом Харт — клавишные (9); программирование, синтезатор (13,16), терменвокс (16)
- Киану Битс — синтезатор (11)
- Майкл Риддлбергер — ударные (13)
- Зем Ауду — саксофон (13)
- Кели Резник — труба (14)
- Юки Нумата Резник — скрипка (14)
- Бенджамин Ланц — барабаны, тромбон (17)
- Джеймс Кирвченя — барабаны (17)

Техники
- Тейлор Свифт — продюсер
- Рэнди Меррилл — мастеринг
- Сербан Генеа — микширование
- Джек Антонофф — звукозапись
- Лаура Сиск — звукозапись
- Джахан Свит — звукозапись (1, 11)
- Кен Льюис — звукозапись (1, 7, 8)
- Эван Смит — звукозапись (2, 4, 5, 7—9, 12, 13)
- Джон Готье — проектирование (3, 13)
- Дэйв Гросс — звукозапись (4)
- Шон Хатчинсон — звукозапись (5, 7)
- Дэвид Харт — звукозапись (9, 13)
- Марк Энтони Спирс — звукозапись (11)
- Киану Битс — звукозапись (11)
- Майкл Риддлбергер — звукозапись (13)
- Зем Ауду — звукозапись (13)
- Брайс Бордоне — ассистент по микшированию
- Джон Руни — ассистент по звукозаписи
- Джон Шер — ассистент по звукозаписи
- Меган Сёрл — ассистент по звукозаписи
- Джонатан Гарсия — ассистент по звукозаписи (1, 7, 8)
- Марк Агилар — ассистент по звукозаписи (1, 11)
- Джейкоб Спитцер — ассистент по звукозаписи (4)
- Лорен Маркес — дополнительный звукоинженер
- Рэнди Меррилл — мастеринг-инженер (15—18)
- Джеймс МакАлистер — программирование ударных (17)
- Джонатан Лоу — сведение, звукозапись (17)
- Белла Бласко — звукозапись (17)

Студии звукозаписи
- Audu (Бруклин, США)
- Big Mercy (Бруклин)
- Blue Plate (Хаворт, Нью-Джерси)
- Electric Lady Studios (Нью-Йорк)
- Hutchinson Sound (Бруклин)
- Jim Henson Company Lot (Лос-Анджелес)
- Keanu Beats (Мельбурн)
- Moultrie (Бруклин)
- Neon Wave (Пирмазенс, Германия)
- Pleasure Hill (Портленд, Мэн)
- Rough Customer (Бруклин)
- Sound House (Лейкленд, Флорида)
- Sound of Waves (Лос-Анджелес)
- Sweet Spot (Лос-Анджелес)

## Чарты
| Чарт (2022)                           | Высшая позиция |
| ------------------------------------- | -------------- |
| Аргентина (CAPIF)                     | 1              |
| Австралия (ARIA)                      | 1              |
| Австрия (Ö3 Austria)                  | 1              |
| Бельгия/Фландрия (Ultratop)           | 1              |
| Бельгия/Валлония (Ultratop)           | 1              |
| Канада (Canadian Albums Chart)        | 1              |
| Нидерланды (Album Top 100)            | 1              |
| Дания (Hitlisten)                     | 1              |
| Хорватия (International Albums, HDU)  | 2              |
| Чехия (ČNS IFPI)                      | 1              |
| Финляндия (Suomen virallinen lista)   | 1              |
| Франция (SNEP)                        | 1              |
| Германия (Offizielle Top 100)         | 1              |
| Греция (IFPI)                         | 4              |
| Венгрия (MAHASZ)                      | 4              |
| Исландия (Tónlist)                    | 1              |
| Ирландия (Irish Albums Chart)         | 1              |
| Испания (PROMUSICAE)                  | 1              |
| Италия (FIMI)                         | 1              |
| Япония (Oricon)                       | 7              |
| Япония (Oricon)                       | 7              |
| Япония (Billboard Japan)              | 8              |
| Литва (AGATA)                         | 1              |
| Новая Зеландия (RMNZ)                 | 1              |
| Норвегия (VG-lista)                   | 1              |
| Польша (ZPAV)                         | 4              |
| Португалия (AFP)                      | 1              |
| Словакия (ČNS IFPI)                   | 1              |
| Республика Корея (Circle)             | 81             |
| Шотландия (Scottish Albums Chart)     | 1              |
| Швеция (Sverigetopplistan)            | 1              |
| Швейцария (Schweizer Hitparade)       | 1              |
| Великобритания (UK Albums Chart)      | 1              |
| Уругвай (CUD)                         | 1              |
| США (Billboard 200)                   | 1              |
| США (Billboard Top Tastemaker Albums) | 1              |

| Чарт (2022)                                 | Позиция |
| ------------------------------------------- | ------- |
| Australian Albums (ARIA)                    | 1       |
| Austrian Albums (Ö3 Austria)                | 3       |
| Belgian Albums (Ultratop Flanders)          | 11      |
| Belgian Albums (Ultratop Wallonia)          | 51      |
| Canadian Albums (Billboard)                 | 14      |
| Danish Albums (Hitlisten)                   | 20      |
| Dutch Albums (Album Top 100)                | 3       |
| German Albums (Offizielle Top 100)          | 4       |
| German Vinyl Albums (Offizielle Top 100)    | 2       |
| Hungarian Albums (MAHASZ)                   | 31      |
| New Zealand Albums (RMNZ)                   | 2       |
| Portuguese Albums (AFP)                     | 9       |
| Spanish Albums (PROMUSICAE)                 | 9       |
| Swedish Albums (Sverigetopplistan)          | 25      |
| Swiss Albums (Schweizer Hitparade)          | 9       |
| UK Albums (OCC)                             | 3       |
| US Billboard 200                            | 4       |
| US Top Album Sales Billboard                | 1       |
| Top Albums Of 2022 According To Genius Data | 2       |

| Чарт (2023)                        | Позиция |
| ---------------------------------- | ------- |
| Australian Albums (ARIA)           | 2       |
| Canadian Albums (Billboard)        | 2       |
| Dutch Albums (Album Top 100)       | 2       |
| German Albums (Offizielle Top 100) | 9       |
| New Zealand Albums (RMNZ)          | 3       |
| Swiss Albums (Schweizer Hitparade) | 12      |
| UK Albums (OCC)                    | 2       |
| US Billboard 200                   | 2       |

| Чарт (2024)                        | Позиция |
| ---------------------------------- | ------- |
| Australian Albums (ARIA)           | 10      |
| Austrian Albums (Ö3 Austria)       | 8       |
| Belgian Albums (Ultratop Flanders) | 12      |
| Belgian Albums (Ultratop Wallonia) | 142     |
| Canadian Albums (Billboard)        | 10      |
| Dutch Albums (Album Top 100)       | 29      |
| German Albums (Offizielle Top 100) | 11      |
| New Zealand Albums (RMNZ)          | 13      |
| Spanish Albums (PROMUSICAE)        | 44      |
| Swedish Albums (Sverigetopplistan) | 52      |
| Swiss Albums (Schweizer Hitparade) | 49      |
| UK Albums (OCC)                    | 22      |
| US Billboard 200                   | 10      |

## Сертификации и продажи
| Регион | Сертификация  | Продажи   |
| --- | ------------- | --------- |
| Австралия (ARIA) | 3× Платиновый | 210 000   |
| Австрия (IFPI Austria) | Платиновый    | 15 000    |
| Бельгия (BEA) | Золотой       | 10 000    |
| Канада (Music Canada) | 6× Платиновый | 480 000   |
| Дания (IFPI Danmark) | 2× Платиновый | 40 000    |
| Франция (SNEP) | Платиновый    | 100 000   |
| Германия (BVMI) | Золотой       | 100 000   |
| Италия (FIMI) | Платиновый    | 50 000    |
| Мексика (AMPROFON) | Платиновый    | 140 000   |
| Новая Зеландия (RMNZ) | 5× Платиновый | 75 000    |
| Норвегия (IFPI Norway) | Золотой       | 10 000*   |
| Польша (ZPAV) | 2× Платиновый | 40 000    |
| Португалия (AFP) | Золотой       | 3500      |
| Испания (PROMUSICAE) | Платиновый    | 40 000    |
| Швейцария (IFPI Switzerland) | Золотой       | 10 000    |
| Великобритания (BPI) | 3× Платиновый | 900 000   |
| США (RIAA) | 2× Платиновый | 2,814,000 |
| * Данные о продажах приведены только на основе сертификации. · Данные о продажах + прослушиваниях приведены только на основе сертификации. |               |           |

## История релиза
| Страна   | Дата            | Формат(ы)                                        | Издание                | Лейбл                  | Источник(и)     |
| -------- | --------------- | ------------------------------------------------ | ---------------------- | ---------------------- | --------------- |
| Мир      | 21 октября 2022 | CD кассета цифровое скачивание стриминг винил LP | Стандартное            | Republic               | [ 413 ] [ 414 ] |
| Мир      | 21 октября 2022 | цифровое скачивание стриминг                     | 3am                    | Republic               | [ 415 ]         |
| Мир      | 21 октября 2022 | CD                                               | Делюксовое             | Republic               | [ 318 ]         |
| Япония   | 26 октября 2022 | CD                                               | Стандартное            | Universal Music Japan  | [ 416 ]         |
| Бразилия | 14 декабря 2022 | CD                                               | Стандартное Делюксовое | Universal Music Brasil | [ 417 ] [ 418 ] |
| США      | 5 января 2023   | Цифровые загрузки                                | Limited                | Republic               | [ 91 ]          |
| США      | 22 мая 2023     | Виниловая грампластинка LP Love Potion           | Limited                | Republic               | [ 419 ]         |
| Мир      | 26 мая 2023     | Цифровые загрузки, стиминг                       | Til Dawn               | Republic               | [ 320 ]         |
| США      | 26 мая 2023     | CD                                               | Late Night             | Republic               | [ 420 ]         |

### Комментарии
1. ↑  До Speak Now (Taylor’s Version) Свифт также выпустила переиздание третьего концертного альбома Lover (Live from Paris) (в феврале 2023 года)[9].
2. ↑  Книга рекордов Гиннесса считает его 12-м студийным альбомом с учётом двух перезаписей 2021 года, Fearless и Red[10].
3. ↑  Антонофф продюсировал один или несколько треков в семи альбомах Свифт — в каждом альбоме, начиная с 1989 (2014)[19].
4. ↑  Примеры использования мотива полночи включают такие песни как «You Belong With Me» (2008), «Untouchable» (2009), «All Too Well» и «22» (2012), «Better Man» и «Nothing New» (2021), «Style» и «You Are in Love» (2014), «...Ready for It?» и «New Year’s Day» (2017), «Daylight» (2019), «The Last Great American Dynasty» и «Happiness» (2020)[53]
5. ↑  Широко доступное стандартное оформление Midnights называется «Moonstone Blue». Лимитированные издания называются «Jade Green», «Blood Moon» и «Mahogany»[76]. Издание для Target называется «Lavender»[81].
6. ↑  Журнал Billboard дал полный перечень различных версий Midnights, которые поклонники могут приобрести:
Компакт-диск (CD):
Moonstone Blue, Blood Moon, Mahogany, Jade Green.

Signed CD: Moonstone Blue (Webstore Exclusive), Blood Moon (Webstore Exclusive), Mahogany (Webstore Exclusive),
Jade Green (Webstore Exclusive).

Clean-version CD: Moonstone Blue, Blood Moon, Mahogany, Jade Green.

Долгоиграющая пластинка (Vinyl LP): Moonstone Blue, Blood Moon, Mahogany, Jade Green

Signed Vinyl LP: Moonstone Blue (Webstore Exclusive), Blood Moon (Webstore Exclusive), Mahogany (Webstore Exclusive), Jade Green (Webstore Exclusive).

Компакт-кассета: Moonstone Blue.

Target Exclusives: Lavender Deluxe CD (With Three Bonus Tracks), Lavender Vinyl LP.

Digital: Moonstone Blue (Webstore Exclusive), Moonstone Blue (Clean) (Webstore Exclusive), Standard – 13 Tracks, Standard – 13 Tracks (Clean), Standard – 14 Tracks, Standard – 14 Tracks (Clean), (3am Edition) – 20 Tracks[90].
7. ↑  Эксклюзивное цифровое и потоковое издание Midnights (The Til Dawn Edition) содержит 23 трека: 20 треков 3am, «Hits Different» (первоначально выпущенный в Target-эксклюзиве), переработанная версия «Snow on the Beach» с дополнительным вокалом Ланы Дель Рей и ремикс на «Karma» с участием рэперши Ice Spice. Новый CD-эксклюзив Midnights (The Late Night Edition) включает 21 трек: те же треки, что и Til Dawn (за вычетом «Paris», «Glitch» и «Hits Different») и бонусную песню «You’re Losing Me (From the Vault)». Этот CD-диск можно приобрести только на концертах the Eras Tour в Ист-Ратерфорд, Нью-Джерси.
8. ↑  таких как Дэвид Боуи, Стиви Уандер, Арета Франклин, Боб Марли и Долли Партон в период их расцвета[121].
9. ↑  Её предыдущий рекордный результат за дебютную неделю в Великобритании составил 93 000 единиц альбома 1989 в 2014 году.
10. ↑  После Speak Now (2010), Red (2012), 1989 (2014) и Reputation (2017)[223].
11. ↑  1-я неделя релиза альбома — 1,578,000 единиц (#1); 2-я неделя — 342,000 units (#1); 3-я неделя — 299,000 units (#2); 4-я неделя — 204,000 units (#1)[228]. Week 5 — 177,000; Week 6 — 151,000; Week 7 — 142,000; Week 8 — 139,000; Week 9 — 155,000; Week 10 — 106,000; Week 11 — 117,000; Total — 3,411,000 units[229].
12. ↑  Всю десятку чарта впервые в истории заняли песни одного музыканта, с альбома Midnights Свифт: 
№ 1, «Anti-Hero» (59,7 млн стрим-потоков / 32 млн радиоэфиров / 13500 продаж),

№ 2, «Lavender Haze» (41,4 млн / 2,4 млн / 2800),

№ 3, «Maroon» (37,6 млн / 471000 / 2900),

№ 4, «Snow on the Beach» feat. Lana Del Rey (37,2 млн / 615000 / 2600),

№ 5, «Midnight Rain» (36,9 млн / 449000 / 2,200),

№ 6, «Bejeweled» (35,5 млн / 1,6 млн / 16100),

№ 7, «Question...?» (31 million / 425000 / 21400),

№ 8, «You’re on Your Own, Kid» (34,1 млн / 498000 / 1500),

№ 9, «Karma» (33 млн / 1,9 млн / 3400),

№ 10, «Vigilante Shit» (32,2 млн / 424000 / 6400).
 Песни «Mastermind», «Labyrinth» и «Sweet Nothing» заняли места №№ 13, 14, и 15, соответственно[235], а далее шли все остальные семь бонусных треков с «3am Edition»: «Would’ve, Could’ve, Should’ve» (№ 20), «Bigger Than the Whole Sky» (21), «The Great War» (26), «Paris» (32), «High Infidelity» (33), «Glitch» (41), «Dear Reader» (45)[236].
13. ↑  Свифт по числу хитов в Топ-5 Billboard Hot 100 вышла на пятое место в истории после Дрейка (35), The Beatles (29), Мадонны (28), Мэрайи Кэри (27), и опережая Джанет Джексон (24), Рианну (24), Элвиса Пресли (21), Джастина Бибера (20), Майкла Джексона (20) и Стиви Уандера (20). По числу хитов в Топ-2 (Hot 100) Свифт стала шестым музыкантом в истории: 17, причём девять из них стали № 1, а восемь — № 2. Она следует за The Beatles (23; 20 № 1, три № 2), Мэрайей Кэри (23; 19 № 1, четыре № 2), Дрейком (20; 11 № 1, девять № 2), Рианной (18; 14 № 1, четыре № 2) и Мадонной (18; 12 № 1, шесть № 2)[239].
14. ↑  В сумме восемь альбомов Свифт вошли в Список 200 лучших альбомов Billboard Year-End 2022 года: № 4 — Midnights, № 5 — Red (Taylor’s Version), № 41 — Folklore, № 49 — Lover, № 68 — Evermore, № 75 — 1989, № 108 — Reputation, № 126 — Fearless (Taylor’s Version)[240].
15. ↑  Девять из десяти первых мест в чарте ARIA Singles Chart заняли песни «Anti-Hero» (№ 1), «Lavender Haze» (№ 2), «Snow on the Beach» (№ 3), «Maroon» (№ 4), «Midnight Rain» (№ 5)и «You’re On Your Own, Kid» (№ 6). Седьмое место в Топ-10 на этой неделе заняли единственные артисты, не входящие в альбом Свифт, — Сэм Смит и Ким Петрас с их недавней совместной работой «Unholy». Последние три места в Топ-10 занимают «Bejeweled», «Karma» и «Vigilante Shit». Места с 11 по 14 также заняты треками «Midnights»[245].
16. ↑  Альбом Red (Taylor’s Version) был также номинирован вместе Midnights— двойная номинация для Свифт.
17. ↑  таких как Международная федерация баскетбола, женская сборная США по футболу, университетские спортивные команды Pittsburgh Panthers, Duke Blue Devils, Virginia Cavaliers и Texas Longhorns, Pittsburgh Steelers, HBO Max, Fruit by the Foot[англ.], Heinz, Dairy Queen[англ.], Терри Крюс, Хоуи Мэндел, Хайди Клум и София Вергара[301][302]
18. ↑  Чистые продажи Midnights в США на январь 2024[412]